# Distrito de San Antonio de Cachi
El Distrito de Kachi es uno de los 20 distritos de la Provincia de Andahuaylas  ubicada en el departamento de Apurímac, bajo la administración del Gobierno regional de Apurímac, en el sur del Perú.
Desde el punto de vista jerárquico de la Iglesia católica forma parte de la diócesis de Abancay la cual, a su vez, pertenece a la Arquidiócesis de Cusco.

## Historia
El distrito fue creado por Ley N° 8312 el 8 de junio de 1936, en el gobierno de Oscar R. Benavides.

## Capital
La ciudad de San Antonio de Cachi es capital del distrito. Y cuenta con ocho anexos que son Ccapcca, Chullisana, Cachihuancaray,Cachiyaurecc, Huantana, San Juan Bautista, San Juan de kula, Campanayoc y San Antonio de Cachi Cercado

## Población
Según el censo de 2007, cuenta con 3 186 habitantes.

## Capital
Su capital es el pueblo de San Antonio de Cachi.

## Superficie
El distrito tiene un área de 178,78 km².

## Autoridades

### Municipales
- 2011-2014[3]
  - Alcalde: Diogenes Gómez Orihuela, del Movimiento Macroregional Todas Las Sangres - Apurímac (TLS).
  - Regidores: Erasmo Lino Arce Ausebias (TLS), Elka Cabezas Flores (TLS), Iban Peceros Toledo (TLS), Ireneo Solano Gutiérrez (Kallpa).
- 2007-2010
  - Alcalde: Esteban Astuquillca Arcce.

## Festividades
Su principal festividad es la que se desarrolla en homenaje a San Antonio.
- Virgen del Carmen.
- Nacimiento de Niño Jesús "el baile de negrillos" con pirámides humanas y saltos mortales etc.
- Yawar Fiesta, es un espectáculo taurino nacido en el Virreinato del Perú tras la introducción del toro por los españoles en América. Se cree que la ceremonia, sangrienta de por sí, nace por la impotencia del comunero ante los abusos del gamonal; entonces, en una especie de simbología, nace la fiesta en donde el cóndor que representa a los sufridos comuneros.